# کوین رادولف
کوین وینستون رادولف  (به انگلیسی: Kevin Winston Rudolf) (متولد ۱۷ فوریه ۱۹۸۳)یک خواننده و ترانه سرا و تهیه‌کننده موسیقی آمریکایی است. او کار خود را از سال ۲۰۰۱ در نیویورک آغاز کرد و با آهنگ "Let It Rock" که با همراهی لیل وین اجرا کرد مشهور شد.

## آلبوم‌ها

### آلبوم‌های استودیو
- (۲۰۰۸) In the City (در شهر)
- (۲۰۱۰) To the Sky (به آسمان)

### تک آهنگ‌ها
- (۲۰۰۸) Let It Rock
- (۲۰۰۹) Welcome to the World
- (۲۰۱۰) I Made It

### موزیک ویدیوها
- (۲۰۰۸) Let It Rock
- (۲۰۰۹) Welcome to the World
- (۲۰۱۰) I Made It
- (۲۰۱۰) You Make the Rain Fall